# Nederlandse nationaalsocialistische letterkunde
Nederlandse nationaalsocialistische letterkunde is de verzamelnaam voor letterkundige producten met een nationaalsocialistische grondslag, die tussen 1932 en 1945 werden gepubliceerd in Nederland of Nederlandstalig België door Nederlandse of Nederlandstalige Belgische auteurs.

## Criteria
Het criterium voor Nederlandstalige nationaalsocialistische letterkunde ligt in:
1. de politieke opstelling van de auteur
2. de maatschappelijke opstelling van de auteur
3. de inhoud
4. de sfeer
5. het onderwerp
6. de plaats (uitgever, tijdschrift) van publicatie

van de literaire uitingen.
Er is in Nederland geen politieke of levensbeschouwelijke richting of zij heeft uit haar gelederen wel dichters en dichteressen voortgebracht. In de afgelopen honderd jaar kan bijvoorbeeld gewezen worden op C.S. Adama van Scheltema als socialistisch dichter, terwijl bij het communisme Henriette Roland Holst-van der Schalk naar voren treedt. Een bekend protestants dichter is Willem de Mérode terwijl Jan Engelman als katholiek dichter bekendheid genoot. Dit genre getuigenis-poëzie bevat naast de puur literaire waarde ook een zekere mate van ideologische waarde – en die laatste component is in de ogen van de maker ervan wellicht het meest belangrijke. Ook het nationaalsocialisme heeft als politieke stroming een breed spectrum van culturele en literaire uitingen voortgebracht.
De Tweede Wereldoorlog in Nederland heeft voor de Nederlandse letterkunde een aantal gevolgen gehad. Enerzijds leidde de ingestelde censuur er toe dat de tot dan toe aanwezige, natuurlijke evolutie van de Nederlandse literatuur werd afgebroken. Anderzijds kwam, mede als gevolg van deze kunstmatige breuk, een literatuur naar boven die weliswaar al in beperkte mate sinds omstreeks 1932 aanwezig was, maar die in het vooroorlogse literaire leven een uiterst bescheiden rol speelde: de nationaalsocialistische literatuur.

## Kenmerken
Karakteristieke kenmerken van deze letterkunde zijn:
1. bloed-en-bodem-mythologie
2. een naar het pantheïsme neigende religieuze ervaring
3. de verheerlijking van (een beperkt gedeelte van) het Nederlandse verleden en van het Nederlandse landschap
4. de verguizing van (in het algemeen) de moderne wereld met haar technische verworvenheden en (in het bijzonder) van de moderne, grote stad
5. het symbolische begrip 'Noorden' als thuisplaats van het Germaanse ras
6. de organische verbondenheid van mens en natuur
7. een in-elkaar-grijpen van menselijke en goddelijke wereld
8. een mystieke verbondenheid met vorige geslachten
9. de aandacht voor het mystieke in het alledaagse leven
10. antisemitisme

## Personen
Enkele prominente nationaalsocialistische schrijvers en dichters:
- Peter van Andel
- Jan Bankman
- Steven Barends
- S. Bartstra
- Guus Beumer
- Martien Beversluis
- Elle Gerrit Bolhuis
- Hilda Bongertman
- Reinder Brolsma
- Rein Brouwer

- Henri Bruning
- Emile Buysse
- Jacob Willem van Cittert
- M.J. Delbaere-Prins
- Rob Delsing
- Jan Eekhout
- Kees Faber
- Chris de Graaff
- Ger Griever
- Nico de Haas

- Jef Hinderdael
- Jan Rudolf Hommes
- Henri van Hoof
- Jaap van Kersbergen
- George Kettmann
- Jan van der Made
- Jan van Rheenen
- George de Sévooy
- J.R.W. Sinninghe

- G.P. Smis
- R.P. Sybesma
- Arend Tael
- Johan Theunisz
- Jan Uilenberg
- Klaas Veenboer
- Miep van der Velde
- Maria de Vries-Vogel
- Gerard Wijdeveld